# ImaginAline
ImaginAline é o oitavo álbum de estúdio infantil em português da pastora e cantora evangélica brasileira Aline Barros, lançado em 27 de abril de  2018. É o primeiro álbum infantil de Aline Barros lançado pela Sony Music. 
O projeto ImaginAline conta com 10 canções inéditas, boa parte compostas pela própria cantora junto a parceiros e tem como foco crianças entre 0 e 6 anos. Canções divertidas, muita criatividade e temas que vão desde questões educativas a conceitos cristãos e de cidadania. O projeto foi produzido musicalmente por Ruben di Souza e contou com a direção criativa e de vídeo de Hugo Pessoa em parceria com o estúdio de animação Supertoon.  
Em 12 de outubro de 2018, o projeto ganhou uma extensão no canal de Aline Barros, chamado ImaginAline Puppies. Já foram divulgados oito vídeos exclusivos no canal de Aline no YouTube.

## Singles
O primeiro single do álbum foi Sr. Antônimo, lançado em 20 de outubro de 2017; o segundo, Tudo Foi Criado por Deus, lançado em 27 de outubro de 2017; O terceiro foi Multiplicação, lançado em 03 de novembro de 2017; o quarto single foi Desafio Abla Blu Blu, lançado em 15 de dezembro de 2017; já o quinto single foi Beep Beep, lançado em 02 de março de 2018.

## Faixas
| N.º | Título                     | Compositor(es)                 | Duração |  |
| 1.  | "Cheio de Alegria"         | DD Júnior/ Lex                 | 3:35    |  |
| 2.  | "A Festa Vai Começar"      | Junior Maciel/ Isaías Teixeira | 4:04    |  |
| 3.  | "Sou Criança"              | Johnny Santos                  | 2:43    |  |
| 4.  | "Multiplicação"            | Aline Barros/ Pastor Lucas     | 4:02    |  |
| 5.  | "Sr. Antônimo"             | Aline Barros/ Pastor Lucas     | 4:36    |  |
| 6.  | "Tudo Foi Criado por Deus" | Aline Barros/ Pastor Lucas     | 3:07    |  |
| 7.  | "Desafio Abla Blu Blu"     | Aline Barros/ Pastor Lucas     | 4:12    |  |
| 8.  | "Fazendinha"               | Aline Barros/ Ronaldo Barros   | 3:52    |  |
| 9.  | "Beep Beep"                | Junior Maciel/ Isaías Teixeira | 3:41    |  |
| 10. | "Quando Eu Crescer"        | Aline Barros/ Luccas do Bem    | 3:51    |  |

## Ficha Técnica
- Produção musical: Ruben di Souza
- Gravação de bases: Estúdio Casa D, gravado por Valmir Bessa e Ruben di Souza
- Gravação de vozes: Estúdio MZA, gravado por Ruben di Souza
- Gravação de backs e coro infantil: Estúdio Big Rec, gravado por Bill Reinikova
- Gravação de teclados, programações e samples: Estúdio Nosso Som, gravado por Ruben di Souza
- Mixagem: Estúdio BRC, por Luis Paulo Serafim
- Masterização: Magic Master, por Ricardo Gracia
- Edição Digital: Enrico Romano
- Arranjos e orquestração: Ruben di Souza
- Bateria e percussões: Valmir Bessa
- Baixo: Paulo Cesar Barros
- Guitarra e violões: Henrique Garcia
- Teclados, samples e programações: Ruben di Souza
- Steel, Pedal: Adair Torres
- Backs: Paloma Possi, Paulo Zuckini, e Rodrigo Mozart
- Baixo, Programações e Percussões na música “Sr. Antônimo” : Ruben di Souza
- Coral infantil: Ana Beatriz Terceiro, Julia Terceiro, João Alexandre Mariano, Maria Clara Pereira, Guilherme Alves, Narumi Hayashi, Eliza Leite, Rafaela Souza e Rebecca Souza
- Projeto Gráfico: Eduardo Chiarelli (Chuveiro Estúdio Criativo)
- Fotógrafo: Vinícius Mochizuki